# 니코니코 동화
니코니코 동화(일본어: ニコニコ動画 니코니코 도가[*], 영어: Niconico)는 일본의 동영상 사이트이다. 가도카와 디완고에서 운영하고 있다. 줄여서 니코동이나 니코니코로도 칭하며, 동영상 시청자가 직접 영상 화면에 코멘트를 삽입할 수 있다는 것이 큰 특징이다. 니코니코 동화 모바일 서비스를 운영하여, 일본에서는 모바일로도 사이트에 접속할 수 있다. 니코니코(にこにこ, ニコニコ)는 일본어로 "싱글벙글" 또는 "생글생글"을, 동화(動畵)는 이야기가 아닌 "동영상"을 뜻한다.
2007년에 굿 디자인상을 받았으며, (다만 운영자인 니시무라 히로유키가 니코니코동화 버전9 기자회견에서 '돈만 있으면 살 수 있는 상'이라고 농담 발언을 해 물의를 일으킨 적이 있었다.) 일본 오타쿠 대상 2007에서는 대상을 받았다. 다만 저작권을 어긴 동영상이 자주 업로드되므로 이를 문제시하는 견해도 있다.

## 개요
인터넷 동영상 공유의 인기가 높아짐에 따라 동영상에 리얼타임 댓글 기능(자세한 내용은 니코니코 동화#코멘트 기능을 참조)을 이용하면서 동영상을 감상할 수 있는 서비스다.
2007년 6월 1일에 니코니코 보급 위원회에서 니코니코 선언 (임시)에 의해 니코니코 동화의 기본이념이 밝혀지고 있다.
서비스의 버전은 시즌에 따라 《니코니코 동화 (β)》, 《니코니코 동화 (γ)》, 《니코니코 동화 (RC)》, 《니코니코 동화 (RC2)》,《니코니코 동화 (SP1)》, 《니코니코 동화 (夏)》(여름), 《니코니코 동화 (秋)》(가을), 《니코니코 동화 (冬)》(겨울), 《니코니코 동화 (ββ)》라는 명칭으로 테스트 운영되고 있다. 2009년 10월《니코니코 동화 (9)》로 업데이트되었다. (이 버전의 이름은 9번째 버전이므로 그렇게 지었다고도 하나 이것은 사실 MS의 Windows 7을 겨냥한 것임을 밝히고 있다.)
2010년 10월 29일 《니코니코동화(原宿)》(하라주쿠)로 업데이트되었다. 2012년 5월 1일《니코니코동화 (Zero)》로 업데이트되었으나 프리미엄 유저들만 사용할 수 있다는 단점과 새로운 Zero 버전 발표로 흑역사화되면서 유저들의 불만이 이어졌다. 이후 Q 버전로 업데이트되었으며 (0 + 1 = Q라는 뜻으로 0은 기존 버전인 Zero를 뜻한다고 한다.) Q 플레이어 소개 영상에서 에반게리온: Q의 성우진을 고용하기도 했다. 2013년 10월 8일 《니코니코동화 (GINZA)》를 업데이트하였으나 하라주쿠와 Q 버전을 통합하였고, 기존 버전의 요소들을 다시 들고 와 저사양 컴퓨터일 경우 플레이어가 튕기는 현상이 생기기도 했다. 2018년 2월 28일에 현재 버전인 《니코니코 동화 (く)》(크레센도)로 업데이트를 시작하였으나 부정적인 반응이 대다수다. 이로 인해 노부오가 대표이사직에서 사퇴하였다. 하지만 2018년 6월 28일 업데이트가 진행되면서 PC/모바일 사이트의 디자인이 바뀌었고, 일반회원도 모바일 영상을 투고하게 되었으며 재인코딩이 적용된 영상의 해상도를 720p, 1080p로 바꾸도록 했다. 또, 니코니코 생방송에서는 500개로 제한되었던 720p 방송을 누구나 볼 수 있도록 변경됐으며 주목 방송창이 분리됐으며 생방송 플레이어가 디스플레이 크기에 맞춰서 크기가 변하도록 변경하였다.
2015년 7월 31일 디완고가 상표권을 출원, 등록 절차를 진행하던 중 대한민국에서도 서비스할 가능성이 생겼으나 카도카와가 출원을 거절하였고, 유사 사이트인 티비플과 그보다 거대한 유튜브가 자리잡고 있기 때문에 경쟁에서는 무리가 있을 것이라고 판단하였다.

### 이용자 수
2008년 1월 21일을 기준으로 일반 회원 등록수가 500만명을 돌파하였으며, 유료(프리미엄) 회원도 17만 5000명을 돌파하고 있다. 2009년 10월 28일 신 버전(버전9) 발표 기자회견에서 전체 회원 수 약 1457만명, 유료(프리미엄) 회원 약 55만명에 이르고 있다고 발표하였다. 예전에 일본 웹 전체의 트래픽중 12분의 1을 사용하고 있다는 사실 등을 보아 일본 내에서 급성장을 하고 있다는 것을 알 수 있다.
서비스 과부하 대책으로 사이트에 접속할 수 있는 유저수를 제한해왔지만, 서버 증강을 통해 제한을 완하해 왔다. 2008년 4월 30일 현재 모든 ID가 상시 로그인, 동영상 시청이 가능하다. 다만 토·일요일 및 공휴일 등과 같은 휴일에는 일시적으로 접속 가능한 ID를 제한하기도 한다. 덧붙여 접속 제한 중에도 니와뉴스 독자 한정으로 특별 배포된 ID를 가지는 5000명의 유저에 한해선 상시 접속이 가능하다.

## 특징

### 시스템
SP1 현재의 니코니코 동화는 동영상을 서버에 직접 업로드하는 방식이 아닌, 다른 동영상 사이트에 업로드된 영상에 독자적인 코멘트를 입력, 표시하는 기능을 사용하여 동영상을 더욱 재미있게 보게 한다는 방식이다. 스마일비디오에 동영상을 업로드(스마일비디오는 니코니코 동화 전용의 동영상 업로드 사이트로, 이곳에 업로드한 동영상은 자동으로 니코니코 동화에도 등록된다.) 하거나 포토창고에 업로드한 동영상의 URL을 니코니코 동화에 투고하는 것으로, 니코니코 동화 내에서 동영상을 볼 수 있는 시스템이 되어 있다.
β(베타) 서비스까지는 유튜브에 업로드된 동영상도 이용할 수 있었으며, 대부분이 유튜브의 동영상이었다. 그러나 유튜브에서 니코니코 동화에서의 접근을 차단하여 β서비스의 종료를 피할 수 없게 되었다. γ(감마) 서비스에서는 유튜브의 동영상 사용 기능을 완전히 폐지하였으며, 대책으로 준비된 것이 《스마일비디오》이다. 덧붙여 유튜브에선 접근 차단에 관해 공식적인 입장을 표명하고 있지만, 니완고에선 유튜브의 서비스를 '무임승차'하여 동영상을 직접 참조하는 형태로 서비스를 개시해, 과도한 트래픽을 유발하여 유튜브에서 차단했다고 추측하고 있다.
또한 RC서비스 중엔 아메바비전에 업로드된 동영상도 이용할 수 있었으나, 스마일비디오에서 규약 위반(위법이나 외설적인 것 등)의 동영상을 업로드해 계정이 정지된 유저가 아메바비전에 계정을 등록하여 규약 위반 영상을 다시 업로드하고 있는 것이 문제시되어 2007년 10월 1일 점검을 통해 아메바비전의 동영상 이용 서비스를 종료했다. 또 β서비스에선 유튜브, γ서비스에선 스마일비디오의 업로드가 대부분을 차지하여, 아메바비전에서의 업로드가 적었던 것도 하나의 이유다.
덧붙여 원본을 업로드한 동영상 사이트와 니코니코 동화에서 표시되는 동영상의 화질이 다르다는 주장도 있었으나, 재생하고 있는 FLV 파일 및 재생에 사용되는 플래시의 시스템은 동일하고, 다른 것은 표시 배율뿐이다.(니코니코 동화에선 512×384 크기로 재생된다. 그보다 작은 동영상은 확대되어 재생된다.)

### 코멘트 기능
니코니코 동화의 최대 특징은 코멘트 기능으로, 코멘트의 수정 및 삭제 기능은 제공하지 않는다. 단, 코멘트 NG 기능으로 코멘트를 없애는 것은 가능하다.

#### 코멘트 기능의 특징
코멘트는 동영상 재생중의 코멘트 버튼을 누르는 것으로 투고 순서에 기록되고, 투고가 성공한 직후부터 투고한 타이밍으로부터 3초간 동영상에 표시된다. 코멘트 투고 그 자체에 시간 차이가 있더라도, 동영상 내에 시간 막대를 기준으로 항상 같은 타이밍에 표시(다른 코멘트와 병존) 하게 된다. 그 결과, 열람자는 채팅이나 게시판 같은 시계열과는 다른 '실시간을 초월한 의사적인 시간 공유' (운영측은 이를 '비동기 라이브'라고 설명하고 있다.)를 체감할 수 있다. 코멘트에 시간 개념을 도입한 것으로, 니코니코 동화는 기존의 동영상 업로드엔 없는 '이용자들의 일체감'을 서비스하는 것에 성공했다.
또한 '코멘트를 표시하지 않음'이라는 버튼을 체크함으로써 모든 코멘트를 일시적으로 보이지 않게 할 수도 있다.
그 외에도 '마이 메모리'에 동영상을 추가하여 그 시점의 코멘트를 저장해둘 수 있는데, 보존된 마이 메모리 열람시엔 임의의 코멘트에 표시/미표시 여부를 설정할 수 있다.
γ서비스까진 코멘트 투고자의 닉네임이 표시되도록 설정할 수 있었지만, 익명 게시판처럼 아무 부담없이 코멘트를 입력하는 유저가 대부분이었기 때문에 닉네임을 표시하는 유저는 극히 적었다. 이런 이유로 RC서비스 시작과 동시에 이 기능을 폐지했다.

#### 보존 건수
1개의 동영상에 대해, 재생시간 1분에 100건, 1분 이상 5분 이하 250건. 5분 이상 9분 59초 이하 500건, 10분 이상 1000건의 코멘트가 표시되도록 구성되어 있어, 이를 초과했을 경우 오래된 코멘트부터 보이지 않게 된다. 덧붙여 과거 코멘트와 현재 코멘트 모두 서버에 보관되며, 프리미엄 회원(유료 회원)의 경우 모두 열람할 수 있다.
초기엔 모든 코멘트를 표시하였지만, 2006년 12월 19일에 250건으로 제한되었으며, 2007년 1월 5일에 현재와 같은 방식으로 변경되었다.

#### 코멘트의 경향
투고되는 코멘트의 대부분은 익명 게시판 2채널과 비슷한 분위기를 가진다. 이것은 니코니코 동화 초반기에 2채널의 관리인인 니시무라 히로유키가 블로그에 소개한 것을 계기로, 2채널로부터의 사용자 유입이 상당했기 때문이다. 예를 들어 니코니코 동화 코멘트에서 가장 흔히 보이는 표현은 2채널에서 자주 사용하는 웃음을 뜻하는 'w'(한국 인터넷에서의 'ㅋ'과 유사)인데, 현재 니완고에선 아예 '웃음을 표현할때는 w를 사용합시다'라고 공식적으로 안내하고 있다.

### 태그 기능
각 동영상에는 설명문 이외에 태그라고 불리는 동영상의 내용을 설명해주는 검색용 키워드를 10개까지 등록할 수 있다. 태그에 의해 비슷한 동영상을 쉽게 찾을 수 있도록 되어있다. 태그 기능은 2008년 5월부터 도입된 니코니코대백과와 연동되고 있어, 그 태그에 대한 해설이나 경위, 그 태그가 붙은 대표적인 동영상 등을 확인할 수 있다.
니코니코동화에는 동영상 투고자만이 아니라 시청자도 자유롭게 태그를 등록할 수 있다는 특징이 있다. 원래는 검색기능으로서 사용되도록 한 태그이지만, 동영상의 내용을 요약한 태그를 붙이거나 니코니코 특유의 태그('재능의 낭비'나 '공명의 함정' 등)도 많이 붙여져 독특한 분위기를 조성하고 있다. 또한 같은 소재(예를 들어 '불러보았다', '아이돌마스터'등의 인기 장르에 속한 여러 가지 서브장르)를 다루는 동영상이나 같은 투고자에 의한 동영상에 대해 시청자들 사이에서 자발적으로 태그가 만들어져, 보다 심도 있는 검색을 가능하게 하게 하고 있다.
그러나 이 기능은 불행히도, 때때로 태그가 검색을 방해하게 되는 메타노이즈나 태그를 사용해 다른사람을 비방하고 중상하는 등 트롤링의 발생으로 이어지는 점도 있다. 특히 주목을 받는 동영상이나 랭킹 상위의 동영상에는 시청자가 자신이 어울린다고 믿는 태그를 붙이려고 서로 상대방이 붙인 태그를 삭제하는 '태그전쟁'이라고 불리는 현상도 발생한다. 이 '태그전쟁' 중, 심지어 살인예고등의 태그가 붙여지는 경우도 있다. 트롤링을 피하게 위해 혹은 매드무비와 전재 영상 등의 저작권상 문제가 있거나 규약에 저촉될 위험이 있는 동영상이 삭제되는 것을 막기 위해 의도적으로 태그를 붙이지 않는 일도 있다.
동영상 투고자는 시청자에 의한 태그 삭제에 대한 대처로써 자신이 투고한 동영상의 태그를 최대 다섯개까지 잠금설정을 해서 고정시킬 수 있도록 되어있다
또한 태그는 각 언어판 각각 다르게 되어있어, 일본어판에서 본 해외판의 태그를 '해외태그'라고 부른다. 일본어판 이외의 다른 언어판 사이트가 만들어진 당시에는 해외 태그를 보는 것도 가능했지만, 현재는 일본어판에서는 보는 것이 불가능하게 되어있다. (니코니코대백과의 동영상 기사 페이지 혹은 그 외의 언어판에서는 볼 수 있음) 다른 언어판의 태그는 그 언어의 사이트에 액세스 하지 않는 한 편집할 수 없다.

### 성향
니코니코 동화의 성향은 재특회와 같은 우익 단체 회원들이 이 곳에서 활동하고, 각종 혐한 성향의 영상들이 이곳에서 올라오기 때문에 혐한에 가깝다. 다만 노마 야스미치가 카와카미 노부오 디완고 전 회장을 사쿠라이 마코토 다음에 반한 시위가 만연하게 되어버린 원흉이라고 말했다. 야스미치는 시바키타이라는 반재특회 성향의 단체의 대표였다.
다만 노부오 전 회장은 재특회와 시바키타이를 모두 기분이 나쁜 녀석들이라며 비판한 적이 있으며 자신은 "일본이 과거 한국에 지독한 짓을 한 것은 분명한 사실이고 한국이 화내는 일도 당연하다. 하지만 한국의 반일 감정 자체는 국가주도의 정책적인 것"이라고 주장하였다.
2017년 5채널에 반우익 성향의 유저들이 이를 점령하면서 5채널 내 우익 유저들은 이 곳에서 옮겨 활동하기 시작하여 우익 성향이 짙어지고 있다.
니코니코 동화 내 외국인에게 대하는 태도도 문제인데, 혐한 사이트다 보니 유저들이 코멘트로 한국인, 한국을 비하하는 스탠스를 취하기도 한다. 실제로 동방성련선 체험판 플레이 영상에서 한국인 유저가 한국어 코멘트를 달자 유저들이 한국인을 비하하는 수십 개에 달하는 코멘트를 날린 바 있다.
그럼에도 한국 아이돌에 대해선 매우 호의적이다. 하지만 한국어 코멘트로 인하여 같은 한국인 유저가 한국어 코멘트를 쓰지 말아달라는 것 때문에 한국 유저들 사이에서 문제가 되고 있다. (한국어 코멘트를 쓰지 말아달라는 한국어 코멘트로 인한 싸움)

## 같이 보기
- 빌리빌리
- FC2
- 하츠네 미쿠
- 조곡 니코니코 동화
- 픽시브
- 유튜브
- Zoome